# Wilhelm Scheperjans
Monsignore Wilhelm Scheperjans (* 4. Juni 1912 in Lorup; † 6. Januar 1998 in Sögel) war ein deutscher katholischer Geistlicher. Er ist Gründer der Siedlung Neu-Böseckendorf, der Ermlandsiedlung in Emstekerfeld (Stadt Cloppenburg), der Friedlandsiedlungen im Lippetal in Lippborg, Herzfeld, Hovestadt, Oestinghausen, sowie in Freckenhorst und Borken.

## Werdegang
Scheperjans war zweitjüngstes von sechs Kindern des Landwirtes Franz Scheperjans (1870–1950) und der Gesina Scheperjans, geb. Pohlablen, (1876–1949). Er legte 1934 am Gymnasium in Meppen das Abitur ab und nahm anschließend am Collegium Germanicum in Rom ein Studium der Theologie auf, das er in Münster abschloss. Am 29. September 1939 wurde er in Osnabrück zum Priester geweiht. Nach seiner Kaplanszeit wurde er in Kiel als Marinepfarrer eingezogen und nach Russland, Finnland und Norwegen geschickt. Er geriet in Kriegsgefangenschaft, aus der er Weihnachten 1945 heimkehrte.
Ab 1946 war er wieder als Seelsorger in Eutin, Dörpen, Spahnharrenstätte, Twistringen, ab 1954 als Seemannspfarrer in Bremerhaven und als Pastor in Grafeld bei Berge tätig. 1960 wurde er Lagerpfarrer im Grenzdurchgangslager Friedland, wo er sich um die seelische Betreuung der Heimkehrer, Flüchtlinge und Vertriebenen kümmerte.
Nachdem am Abend des 2. Oktober 1961 16 Familien aus Böseckendorf im Eichsfeld mit 53 Personen, darunter 21 Kindern, gemeinsam über die innerdeutsche Grenze geflohen waren, denen anderthalb Jahre später 13 weitere Personen folgten, bemühte sich Scheperjans um deren möglichst geschlossene Wiederansiedlung in der Siedlung Neu-Böseckendorf bei Angerstein. Für 75 Familien aus dem Ermland initiierte er den Bau der Ermlandsiedlung im Cloppenburger Stadtteil Emstekerfeld, die 1967 bezogen werden konnte. Scheperjans hatte dafür Spenden in Höhe von sieben Millionen D-Mark und 6,8 Hektar Bauland zusammengetragen.
Nach einem schweren Herzinfarkt gab er 1973 die Tätigkeit in Friedland auf und zog nach Resthausen (Gemeinde Molbergen). Von 1973 bis 1992 war er bischöflicher Beauftragter für Siedlungsfragen der Friedland-Caritas. Insgesamt wurden bis 1992 auf sein Betreiben hin 26 Kleinsiedlungen mit 1350 Häusern für 1600 Familien errichtet.

## Ehrungen
- 1964: Verdienstkreuz 1. Klasse der Bundesrepublik Deutschland
- 1972: Ehrenbürger der Gemeinde Lorup
- 1973: Großes Verdienstkreuz der Bundesrepublik Deutschland[1]
- 1973: Schlesierschild
- 1973: Ehrenplakette des Bundes der Vertriebenen
- 1981: Ehrenbürger der Gemeinde Molbergen
- zahlreiche Auszeichnungen von Vertriebenenverbänden

## Werke
- Gebet- und Gesangbuch – Kevelaer, 1972 (als Herausgeber)